# Wilhelm Henie
Wilhelm Henie (primeiro corredor a esquerda) durante a saída da prova de meio-fundo amador dos mundiais de 1895
Wilhelm Henie  (nascido em 7 de setembro de 1872 em Kristiania e falecido em 10 de maio de 1937 em Oslo) é um atleta noruegês, especialista do ciclismo em pista e do patinação de velocidade.
Consegue o campeonato do mundo de meio-fundo amadores em 1894. Participa no Campeonato Europeu de patinação de velocidade em 1896. Ao finalizar a sua carreira, torna-se o treinador e o diretor da sua filha Sonja, que resultará uma célebre patinação artística depois daqui por diante uma atora de cinema.

## Carreira de ciclista
Henie é um pistard de 1889 a 1902.. Representa durante este período o clube do Kristiania Velocipedklub. Quando consegue em 1894 o campeonato do mundo de meio-fundo amadores, resulta o primeiro norueguês campeão do mundo todo desporto misto.

### Os primeiros sucessos
Disputa a sua primeira carreira data junho  de  1889, no velódromo de Majorstuen que consegue à surpresa geral.. Em agosto  de  1889 adjudica-se a carreira de 2 000 metros no velódromo de Bygdø.
Em 1890, representa o seu clube durante uma corridaa na Uma Milha Internacional em Copenhaga que acaba terceiro.

### Os sucessos escandinavos
Em 1891, Henie consegue muitas vitórias nas carreiras escandinavas. Ganha corridas em Malmö e em Copenhaga, onde adjudica-se Campeão escandinavo nos 5 000 metros. Estabelece recordes escandinavos na 1/2 milha, na uma milha, nos 4000 e 5 000 metros e nas 5 milhas.
A Noruega não era naqueles tempos membro do Internacional Cycling Association, e não participou  ao primeiro campeonato do mundo.

### Carreira internacional
Henie participou em 1894 no seu primeiro campeonato do mundo em pista. Consegue a prova de meio-fundo amadores em Antuérpia, e resulta assim campeão do mundo.. Durando a carreira, tem beneficiado sobretudo da ajuda de ciclistas neerlandeses ao finalizar a carreira. Henie impôs-se finalmente com 13 voltas de antemão ao inglês Green.
Estabelece dois novos recordes do mundo em 1894, nas 2 e 10 milhas, no velódromo Herne Hill em Londres.
Em 1895 toma o terceiro lugar do campeonato do mundo de meio-fundo amadores em Colónia, por trás de Cordang e Witteveen. Em 1900, termina desta vez segundo em Paris, entre Bastien e Hildebrand. Continua correndo até em 1902.

## Carreira de patinador
Assim como Jaap Eden, Wilhelm Henie é também um atleta de patinação de velocidade. Em 1896, participa no Campeonato Europeu de patinação de velocidade em Hamburgo onde se classifica segundo nos 500 m, terçeiro nos 1 500 m, 5 000 m e 10 000 m.

## O treinador de Sonja
Henie foi casado com Selma Lochmann-Nielsen (1888-1961).. Teve dois meninos, Leif e Sonja. Sonja começa a tomar lições de ballet à idade de cinco anos, e tem os seus próprios patins aos seis anos. A família vive para perto de Frogner Stadion em Kristiania, e Sonja sente-se à comodidade no gelo, onde gosta de jogar e tentar novas coisas com os seus patins. Enquanto só tem seis anos, é descoberta por Hjørdis Olsen, uma patinadora artística e treinadora de um clube de patinação.
Quando Henie sabe que a sua filha tinha um talento extraordinário, decide de lhe dar a melhor formação possível. Ele encontra treinadores profissionais para ela, e leva-a a treinar com os melhores treinadores na Europa.. Entre os seus treinadores do começo, há o antigo campeão norueguês e treinador profissional Oscar Holthe e Martin Stixrud (10 vez campeão nacional e medalhado olímpico em 1920). Além destas sessões de formação com profissionais, Wilhelm Henie treina ele mesmo a sua filha. No seu livro Mitt livs eventyr Sonja diz do seu pai que era para ela «o melhor diretor, promotor, treinador, assistente e pai do mundo»
Mais tarde, toma igualmente disposições para que dança durante encontros desportivos. Sonja realiza então figuras durante as aberturas durante grandes competições de patinação em Oslo em 1921, 1922 e 1923, o que lhe dá a experiência.
Henie consegue inscrever Sonja no primeiro Jogos Olímpicos de Inverno de Chamonix em 1924, e acompanha-a durante a preparação em Santo-Moritz antes dos Jogos. Sonja apenas tinha nessa altura onze anos.
Henie e a sua esposa Selma realizam eles mesmos os trajes de patinação de Sonja.
Sonja torna-se campeã do mundo de patinação artística a primeira vez em 1927. Conserva o seu título até em 1936. É campeã olímpica em 1928, 1932 e em 1936. É igualmente campeã da Europa em 1931, 1932, 1933, 1934, 1935 e 1936, e várias vezes campeã nacional. Durante este período, Henie consagra muito do seu tempo e de energia à carreira da sua filha.
Após três medalhas de ouro olímpico e dez campeonatos mundiais, Sonja renúncia a seu estatuto de amadora e dirige-se para uma carreira cinematográfica em Hollywood. A família muda-se para a América em 1936, enquanto Sonja tem 25 anos. Paralelamente a sua carreira cinematográfica, Sonja aparece em revistas de patinação popular.
Henie morre em 1937.

## Palmarés Amadores
- Antuérpia 1894
  -  Campeão do mundo de meio-fundo amadores
- Colónia 1895
  -  Medalha de bronze do campeonato do mundo de meio-fundo amadores
- Paris 1900
  -  Medalha de prata do campeonato do mundo de meio-fundo amadores